# Lancetbladet høgeurt
Lancetbladet høgeurt (Hieracium lactucella) er en 5-30 centimeter høj plante i kurvblomst-familien. Planten har overjordiske udløbere, en roset af lancetformede blade og en blomsterstand med normalt 2-3 gule kurve. Bladene er glatte og på undersiden blågrønne, dog findes lange hår i randen nær basis.

## Udbredelse i Danmark
I Danmark findes arten hist og her på overdrev og i rigkær. Den blomstrer i maj og juni.